# Piazza San Domenico (Nápoly)
A Piazza San Domenico egy nápolyi tér.Nevét az ott található templomról kapta. Mai formáját 1658–1737 között nyerte el, amikor felépítették a San Domenico emlékoszlopot az 1656-os pestis emlékére. Ekkor találtak rá az egykori görög falak maradványaira a tér alatt. Az Aragóniai-ház uralkodása idejéből (15. század) származik a téren található Palazzo Petrucci.